# Insolación

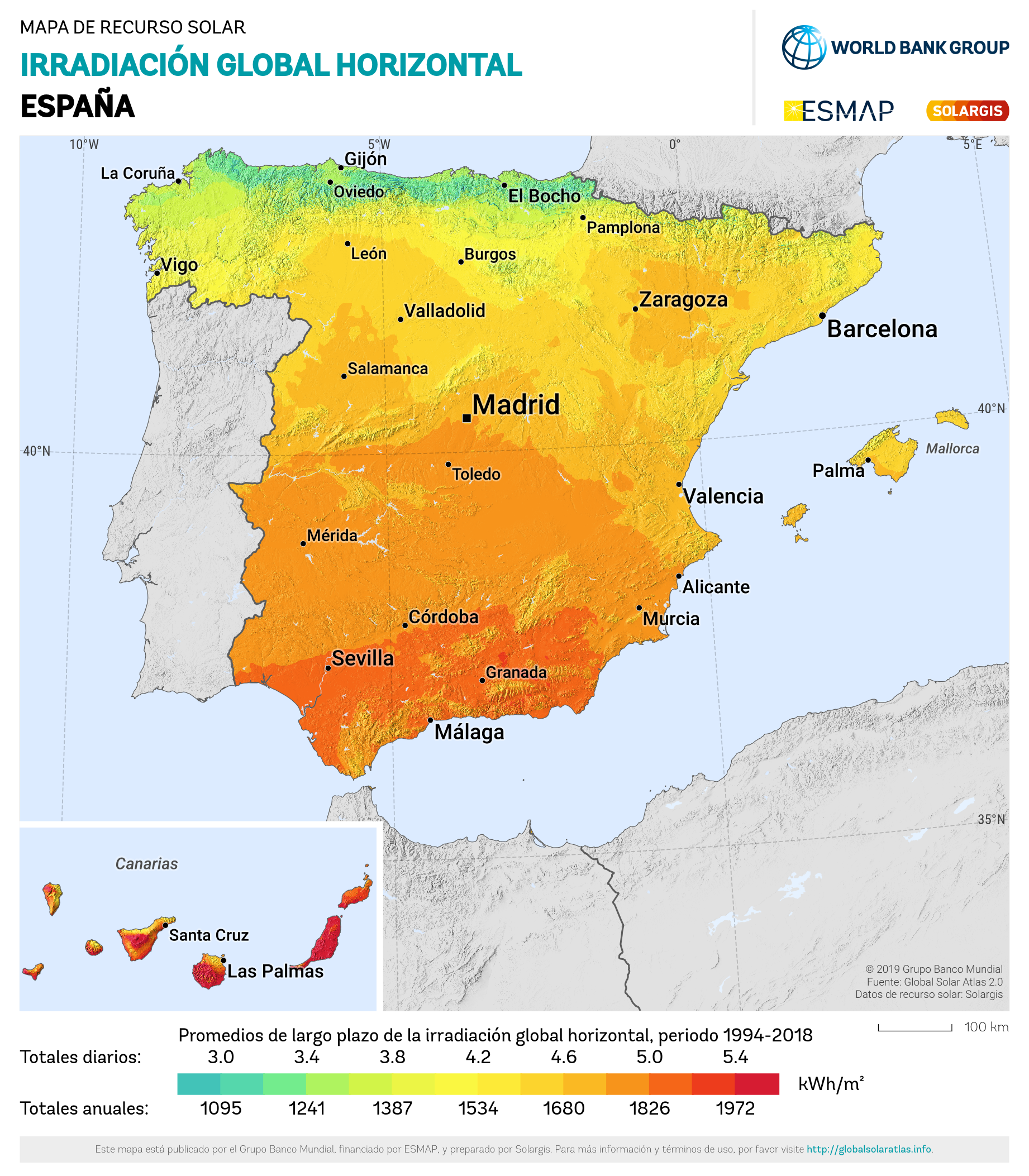
Insolación - España

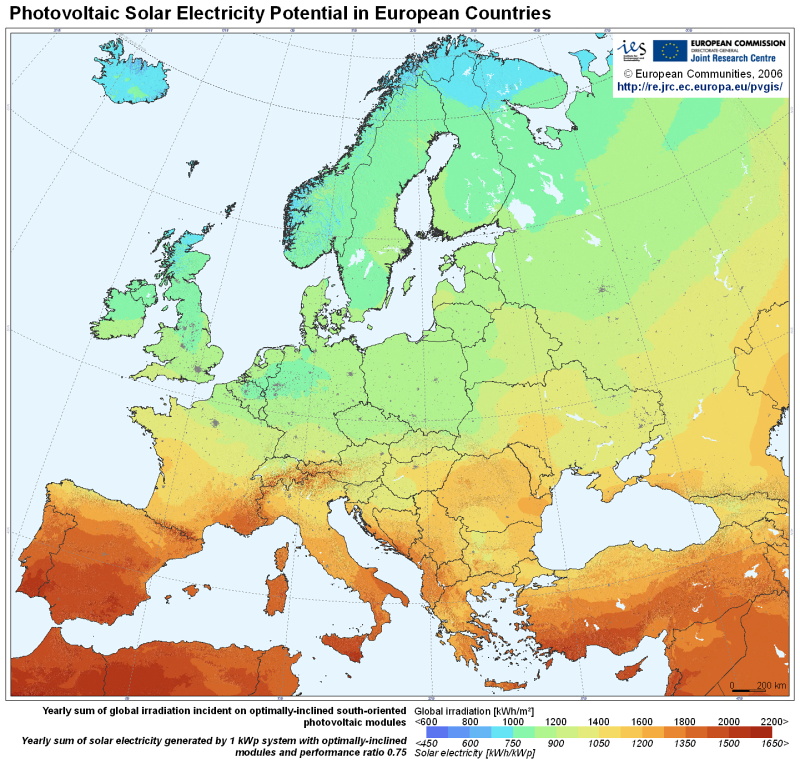
Insolación media en Europa medida en superficie.

La insolación es la cantidad de energía en forma de radiación que llega a un lugar de la Tierra en un día concreto (insolación diurna) o un año (insolación anual). 
Puede calcularse asumiendo que no hay atmósfera o que se mide en la parte alta de la atmósfera y se denomina insolación diurna o anual no atenuada o que se mide en la superficie de la Tierra para lo cual hay que tener presente la atmósfera y que en este caso se denomina atenuada siendo su cálculo mucho más complejo.
{\displaystyle I\propto K\propto {\frac {K_{0}}{r^{2}}}\,}
Supongamos un instante t de ese día con el Sol a una altura h sobre el horizonte. El Sol está tan lejos que sus rayos son prácticamente paralelos. Si tenemos una superficie S' fija sobre la superficie de la Tierra en el plano del horizonte y queremos saber que energía del Sol llegará a ésta superficie. Sea S la superficie perpendicular al haz de luz necesario para iluminar S'. La superficie de S variará según la altura del Sol. Si h=90° entonces S=S'. Las dos superficies forman un ángulo 90-h=z la distancia cenital. Por tanto sus áreas cumplen {\displaystyle S=S'\cdot \cos(z)\,}. A este fenómeno se le denomina Ley del coseno de Lambert y causa que en las regiones ecuatoriales donde los rayos solares caen más perpendiculares haga más calor que en las polares donde los rayos son muy oblicuos.
Por lo que el incremento de insolación que llega a la superficie s' en un incremento de t vale:
{\displaystyle {\frac {\bigtriangleup I}{\bigtriangleup S'\bigtriangleup t}}=K\cdot \cos z=K\cdot \sin h={\frac {K_{0}}{r^{2}}}\cdot \sin h\,}
Dónde la altura del Sol cumple:
{\displaystyle \sin h=\cos \Phi \cdot \cos D\cdot \cos H+\sin \phi \cdot \sin D\,}
Dónde H es el ángulo horario del Sol.
Para hallar la energía total I que llega a la Tierra por unidad de área en un día habrá que hacer la suma:
{\displaystyle I=\int _{orto}^{ocaso}K\cdot \sin h\,dt={\frac {K_{0}}{r^{2}}}\int _{H_{1}}^{H_{2}}\sin h\,dt}
La duración del día, prescindiendo de la refracción astronómica es {\displaystyle 2\cdot H\,} comenzando el día con un ángulo horario {\displaystyle -H\,} y acabando con un ángulo horario {\displaystyle H\,} que cumple:
{\displaystyle \cos H=-\tan \Phi \cdot \tan D\,}
Por lo que la insolación valdrá:
{\displaystyle I=\int _{-H}^{+H}K\cdot \sin h\,dt={\frac {2\cdot K_{0}}{r^{2}}}\int _{0}^{H}\sin h\,dH}
donde la integral es inmediata:
{\displaystyle I=\int _{0}^{H}\sin h\,dH=\int _{0}^{H}(\cos \Phi \cdot \cos D\cdot \cos H+\sin \phi \cdot \sin D)\,dH=\,}
{\displaystyle =\cos \Phi \cdot \cos D\cdot \sin H+H\cdot \sin \phi \cdot \sin D}
Por lo que la insolación diurna no atenuada vale:
{\displaystyle I={\frac {2\cdot K_{0}}{r^{2}}}\cdot (\cos \Phi \cdot \cos D\cdot \sin H+H\cdot \sin \phi \cdot \sin D)}
Siendo
{\displaystyle \cos H=-\tan \Phi \cdot \tan D\,}

## Las unidades para calcular la insolación en esta expresión
Si expresamos {\displaystyle K_{0}{\frac {cal}{cm^{2}\cdot minuto}}\,} y la Insolación I en langleys, el primer sumando habrá que multiplicarlo por {\displaystyle {\frac {720}{\pi }}\,} pues un día tiene 1440 minutos. El segundo sumando si expresamos H en grados sexagesimales habrá que mutlplicarlo por 4 ya que los grados dividido por 15 son horas y luego hay que multiplicar por 60 para pasar a minutos. Así que en plan práctico:
{\displaystyle I={\frac {2\cdot K_{0}}{r^{2}}}\cdot \left({\frac {720}{\pi }}\cdot \cos \Phi \cdot \cos D\cdot \sin H+4\cdot H\cdot \sin \phi \cdot \sin D\right)}
Siendo 
{\displaystyle K_{0}=1,967{\frac {cal}{cm^{2}\cdot minuto}}\,}
{\displaystyle \cos H=-\tan \Phi \cdot \tan D\,}
- También se puede expresar H en radianes y multiplicar los dos sumandos por {\displaystyle {\frac {720}{\pi }}\,}

### Otra fórmula para la Insolación diurna
Si la expresión anterior la dividimos por {\displaystyle \cos \Phi \cdot \cos D\,} resulta:
{\displaystyle I={\frac {2\cdot K_{0}\cdot \cos \Phi \cdot \cos D}{r^{2}}}\cdot (\sin H+H\cdot \tan \phi \cdot \tan D)={\frac {2\cdot K_{0}\cdot \cos \Phi \cdot \cos D}{r^{2}}}\cdot (\sin H-H\cdot \cos H)}
Siendo 
{\displaystyle K_{0}=1,967{\frac {cal}{cm^{2}\cdot minuto}}\,}
{\displaystyle \cos H=-\tan \Phi \cdot \tan D\,}
- Si expresamos H en radianes faltaría multiplicar por {\displaystyle {\frac {720}{\pi }}\,} para obtener la insolación en langleys.

### Aplicación práctica
- Un lugar a 30° N de latitud recibe el 21 de junio, el día del solsticio de verano una insolación de 988,17 langleys/día y el 21 de diciembre, día del solsticio de invierno solo 472,51 langleys/día.
- En el ecuador en el 21 de junio, la insolación es 800,87 langleys/día.
- Un lugar a 30° S de latitud recibe el 21 de junio, el día del solsticio de invierno una insolación de 442,68 langleys/día. La diferencia a una misma latitud entre el hemisferio norte y sur radica en que el 21 de diciembre la Tierra está cerca del perihelio y recibe más insolación que el 21 de junio que está cerca del afelio.

## La insolación en lugares con día permanente
La expresión:
{\displaystyle \cos H=-\tan \Phi \cdot \tan D\,}
indica el valor del arco semidiurno H en el momento del orto u ocaso y no tiene sentido en aquellos valores donde {\displaystyle \Phi >90-\epsilon \,} donde el día es permanente o la noche es permanente ({\displaystyle I=0\,}).
En el primer caso H=12 h con lo que la insolación queda:
{\displaystyle I={\frac {2\cdot K_{0}}{r^{2}}}\cdot 720\cdot \sin \Phi \cdot \sin D}
Siendo 
{\displaystyle K_{0}=1,967{\frac {cal}{cm^{2}\cdot minuto}}\,}

### Ejemplos

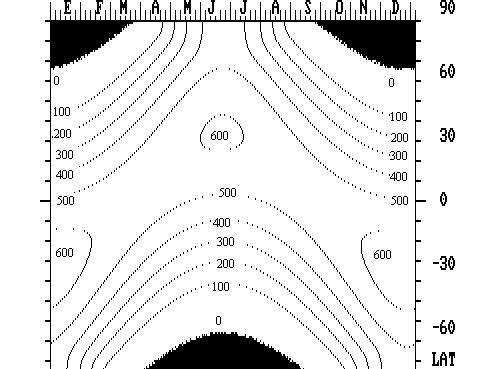
El gráfico muestra la radiación solar incidente atenuada, es decir en la superficie de la Tierra en función de la latitud y de la fecha. Se dibujan puntos con igual insolación diaria dada en langleys (calorias/cm²). La región oscura es la zona de insolación nula por ser noche permanente. Las curvas van de 100 en 100 langleys. Se observan dos lóbulos de radiación solar superficial máxima en los solsticios de verano del hemisferio norte y sur y hacia una latitud de 30° norte y sur (que corresponde a los trópicos) de unos 600 langleys. Se observa que el del hemisferio sur es visiblemente mayor que el del hemisferio norte. Esto se debe a que el solsticio de verano en el hemisferio sur ocurre el 21 de diciembre cuando el Sol está más cerca de la Tierra mientras que en el hemisferio norte ocurre el 21 de junio cuando el Sol está más alejado.
Existe varios factores para que el máximo de radiación superficial se dé en los trópicos y no en el ecuador. El Sol se mueve rápido en el cenit a su paso por el ecuador y ralentiza su marcha en los trópicos. El Sol está entre 6°N y 6°S solo 30 días y entre 17°30’ y 23°30’ está 86 días. Además el día dura más en los trópicos que en el ecuador.

Calcular la insolación diurna en la parte alta de la atmósfera en el solsticio de verano el polo norte y sur.
- El solsticio de verano en el polo norte ocurre el 21 de junio cuando la distancia entre el Sol y la Tierra es 1,0163 U.A. así que I=1090,97 langleys.

- El solsticio de verano en el polo sur ocurre el 21 de diciembre cuando la distancia entre el Sol y la Tierra es 0,9837 U.A. así que I=1164,48 langleys.

En el solsticio de verano el polo norte recibe en la parte superior de la atmósfera más insolación que el Ecuador y en el polo sur el efecto es todavía mayor, por estar la Tierra más cerca del Sol.
Esto está reñido con la experiencia. Las temperaturas más altas no ocurren en el verano polar sino en los trópicos. A nivel de la superficie terrestre no es así y la explicación es fácil: los rayos solares durante el día permanente aparecen muy inclinados, atraviesan mucha atmósfera y son más absorbidos, además, la nieve, hielo y nubes hacen que el albedo sea mucho mayor en el polo que en las regiones ecuatoriales y una gran parte de la radiación incidente es reflejada.

## La radiación solar anual no atenuada
Para cada latitud lo único que hay que hacer es calcular la insolación diaria no atenuada y hacer la suma para todos los días del año. Distinguiremos entre el hemisferio norte y sur.
| Latitud  | 90°    | 80°    | 70°    | 60°    | 50°    | 40°    | 30°    | 20°    | 10°    | 0°     |
| -------- | ------ | ------ | ------ | ------ | ------ | ------ | ------ | ------ | ------ | ------ |
| H. Norte | 129,25 | 133,74 | 148,02 | 178,17 | 214,63 | 248,39 | 276,66 | 297,88 | 311,08 | 315,72 |
| H. Sur   | 132,33 | 136,77 | 150,91 | 180,83 | 216,98 | 250,36 | 278,17 | 298,90 | 311,62 | 315,72 |

### Tabla y gráfica de valores de la insolación no atenuada
| Fecha           | 22 Dic.  | 4 Feb.   | 21 Mar. | 6 May.   | 22 Jun.  |
| --------------- | -------- | -------- | ------- | -------- | -------- |
| Declinación Sol | -26º 26' | -16º 23' | 0º      | +16º 22' | +23° 26' |
| r (U.A.)        | 0,9837   | 0,9857   | 0,9960  | 1,0087   | 1,0163   |

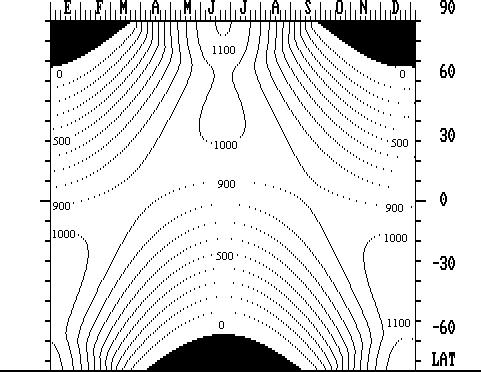
El gráfico muestra la radiación solar incidente en el supuesto de ausencia de atmósfera, sobre la Tierra en función de la latitud y de la fecha. Se dibujan puntos con igual insolación diaria dada en langleys (calorias/cm²). La región oscura es la zona de insolación nula por ser noche permanente. Las curvas van de 100 en 100 langleys. Se observa que durante el verano la insolación diaria varía poco entre los polos y el ecuador en ambos hemisferios, esto es así porque en el polo la poca inclinación de los rayos solares se ve compensado por la mayor duración del día. La gráfica muestra que en verano hay más insolación en los polos que en los trópicos. En superficie esto no es así porque los rayos muy inclinados en los polos sufren mucha absorción por la atmósfera y la nieve y las nubes de las regiones polares reflejan mucha radiación (albedo) hacia el espacio.

Aplicando las fórmulas anteriores se obtiene para la insolación diurna no atenuada los valores en langleys:
| Hemisferio Norte | Hemisferio Norte | Hemisferio Norte | Hemisferio Norte | Hemisferio Norte | Ecuador | Hemisferio Sur | Hemisferio Sur | Hemisferio Sur | Hemisferio Sur |
| Fecha            | 90               | 70               | 50               | 30               | 0       | -30            | -50            | -70            | -90            |
| ---------------- | ---------------- | ---------------- | ---------------- | ---------------- | ------- | -------------- | -------------- | -------------- | -------------- |
| 22-dic           | 0,00             | 0,00             | 178,60           | 472,51           | 854,83  | 1054,75        | 1070,64        | 1094,25        | 1164,48        |
| 04-feb           | 0,00             | 24,44            | 292,81           | 576,57           | 890,28  | 987,71         | 922,71         | 797,13         | 822,28         |
| 21-mar           | 0,00             | 310,85           | 584,21           | 787,10           | 908,86  | 787,10         | 584,21         | 310,85         | 0,00           |
| 06-may           | 793,85           | 769,75           | 891,36           | 954,34           | 860,42  | 557,42         | 283,24         | 23,78          | 0,00           |
| 22-jun           | 1090,97          | 1025,18          | 1003,06          | 988,17           | 800,87  | 442,68         | 167,33         | 0,00           | 0,00           |

## La radiación solar diurna en la superficie de la Tierra

### Radiación solar atenuada en un instante dado
La radiación solar recibida por la superficie de la Tierra está atenuada, respecto a la que llega a la parte alta de la atmósfera, por distintos procesos que se producen en su recorrido por la atmósfera. Estos procesos son:
- La atmósfera absorbe la radiación solar selectivamente especialmente el vapor de agua y el ozono que impide pasar toda radiación de longitud de onda inferior a 0,29 micras.

- La difusión molecular o de Rayleigh debida a los gases atmosféricos y al vapor de agua.

- La difusión y absorción por aerosoles o turbidez.

Vamos a suponer la ausencia de nubes, un fenómeno local que resulta imprevisible.
Los tres procesos citados atenúan la intensidad de la radiación solar cumpliendo la ley de Beer selectiva para cada longitud de onda {\displaystyle \lambda \,}. Sea un haz monocromático de intensidad {\displaystyle I_{0}(\lambda )\,} que penetra en un medio homogéneo. Tras atravesar un {\displaystyle dl\,} parte de la radiación es absorbida:
{\displaystyle dI_{0}(\lambda )=-I_{0}(\lambda )\cdot K_{\lambda }\cdot \rho \cdot dl\,} donde {\displaystyle K_{\lambda }\,} es el coeficiente de absorción que es una función compleja de la longitud de onda y que al tratarse de un medio gaseoso como la atmósfera depende, aparte de su composición, de la presión y la temperatura. {\displaystyle \rho \,} es la densidad de la atmósfera.
Por integración a lo largo del espesor atravesado:
{\displaystyle I(\lambda )=I_{0}(\lambda )\cdot e^{-\int _{0}^{l}K_{\lambda }\cdot \rho \cdot dl}=I_{0}(\lambda )\cdot e^{-K_{\lambda }\cdot \int _{0}^{l}\rho \cdot dl}=I_{0}(\lambda )\cdot e^{-K_{\lambda }\cdot m'}\,} siendo {\displaystyle m'\,}
{\displaystyle m'=\int _{0}^{l}\rho \cdot dl} la masa absorbente por unidad de superficie, contenida a lo largo del recorrido del haz.
La atenuación depende fuertemente del camino recorrido por el rayo de luz en la atmósfera y que es mínimo para una distancia cenital {\displaystyle z=0\,} y máximo para un rayo incidiendo por el plano horizontal {\displaystyle z=90\,}. Si el haz atraviesa un medio como la atmósfera que puede considerarse estratificado horizontalmente, esto es que el valor de sus propiedades depende exclusivamente de su altura h sobre el nivel del mar y consideramos que el rayo tiene una trayectoria recta, cumplirá:
{\displaystyle dh=dl\cdot \cos(z)\,} por lo que:
{\displaystyle dl=sec(z)\cdot dh\,}
Así que la insolación atenuada para un rayo con distancia cenital z vale:
{\displaystyle I(\lambda )=I_{0}(\lambda )\cdot e^{-K_{\lambda }\cdot \int _{h1}^{h2}\rho \cdot sec(z)\cdot dz}=I_{0}(\lambda )\cdot e^{-K_{\lambda }\cdot m\cdot sec(z)}\,} siendo {\displaystyle m\,}
{\displaystyle m=\int _{h1}^{h2}\rho \cdot dh} la masa absorbente por unidad de superficie, de una columna vertical de atmósfera entre las alturas h1 y h2. A esta cantidad se llama espesor óptico de la capa.

Al igual que definimos {\displaystyle K_{\lambda }\,} el coeficiente de absorción, se puede definir {\displaystyle S_{\lambda }\,} y {\displaystyle T_{\lambda }\,} como los coeficientes de difusión y turbidez, se verificará:
{\displaystyle I(\lambda )=I_{0}(\lambda )\cdot e^{-(K_{\lambda }+S_{\lambda }+T_{\lambda })\cdot m\cdot sec(z)}\,}
donde m es el espesor óptico que a nivel del mar se supone que m=1, y z la distancia zenital de la radiación.
Integrando para todo el espectro electromagnético:
{\displaystyle I=\int _{0}^{+\infty }I(\lambda )d\lambda =\int _{0}^{+\infty }I_{0}(\lambda )\cdot e^{-K_{\lambda }\cdot sec(z)}\cdot e^{-S_{\lambda }\cdot sec(z)}e^{-T_{\lambda }\cdot sec(z)}d\lambda \,}
En lugar de las exponenciales se pueden considerar unos factores medios {\displaystyle a_{A}\,} {\displaystyle a_{S}\,} {\displaystyle a_{T}\,}
así que:
{\displaystyle I=I_{0}\cdot (a_{A}\cdot a_{S}\cdot a_{T})^{sec(z)}=I_{0}\cdot a^{sec(z)}\,}
donde 
{\displaystyle a=a_{A}\cdot a_{S}\cdot a_{T}\,} es producto de los valores medios de los tres coeficientes de absorción, difusión y turbidez y se toma en los cálculos un valor de a=0,7 
mientras {\displaystyle I_{0}=\int _{0}^{+\infty }I_{0}(\lambda )d\lambda ={\frac {K_{0}}{r^{2}}}\,} es la radiación solar no atenuada.

### La radiación solar diurna atenuada
Supongamos un instante t del día donde queremos calcular la radiación que llega a la superficie de la Tierra, con el Sol a una altura h sobre el horizonte. 
Supondremos que no hay nubes y que toda la radiación solar atenuada por los procesos descritos anteriormente llega a la superficie.
Si tenemos una superficie S' fija sobre la superficie de la Tierra en el plano del horizonte y queremos saber que energía del Sol llegará a ésta superficie. Sea S la superficie perpendicular al haz de luz necesario para iluminar S'. La superficie de S variará según la altura del Sol. Las dos superficies forman un ángulo 90-h=z la distancia cenital. Por tanto sus áreas cumplen S=S'cos z. Por lo que el incremento de insolación que llega a la superficie S' en un incremento de t vale:
{\displaystyle {\frac {\bigtriangleup I}{\bigtriangleup S'\bigtriangleup t}}={\frac {K_{0}}{r^{2}}}\cdot \sin h\cdot a^{sec(z)}\,}
donde la altura del Sol cumple:
{\displaystyle \sin h=\cos \Phi \cdot \cos D\cdot \cos H+\sin \phi \cdot \sin D\,}
donde H es el ángulo horario del Sol.
Para hallar la energía total I que llega a la Tierra por unidad de área en un día habrá que hacer la suma:
{\displaystyle I=\int _{orto}^{ocaso}{\frac {K_{0}}{r^{2}}}\cdot \sin h\cdot a^{\sec(z)}\,dt={\frac {K_{0}}{r^{2}}}\int _{H_{1}}^{H_{2}}\sin h\cdot a^{\frac {1}{\sin h}}\,dt}
La duración del día, prescindiendo de la refracción astronómica es {\displaystyle 2\cdot H\,} comenzando el día con un ángulo horario {\displaystyle -H\,} y acabando con un ángulo horario {\displaystyle H\,} que cumple:
{\displaystyle \cos H=-\tan \Phi \cdot \tan D\,}
por lo que la insolación diurna atenuada valdrá:
{\displaystyle I=\int _{-H}^{+H}{\frac {K_{0}}{r^{2}}}\cdot \sin h\cdot a^{\frac {1}{\sin h}}\,dt={\frac {2\cdot K_{0}}{r^{2}}}\int _{0}^{H}\sin h\cdot a^{\frac {1}{\sin h}}\,dH}
donde supondremos a=0,7.
Para calcular la integral de forma aproximada aplicaremos el método de Simpson.
Si expresamos {\displaystyle K_{0}{\frac {cal}{cm^{2}\cdot minuto}}\,} y H en radianes, hay que multiplicar por {\displaystyle {\frac {720}{\pi }}\,} para que la Insolación I aparezca en langleys.

#### Ejemplos
- Calcular la insolación diurna superficial el día del solsticio de verano en el polo norte cuando Ds=23,44° y r=1,0163 U.A.. Resulta una insolación de 445,0 langleys. Observar que ese día y en el polo norte la insolación no atenuada vale 1090,9 langleys por lo que solo llega a la superficie el 40,8 % de la radiación incidente.

- Comparar la insolación en la parte superior de la atmósfera y en la superficie a distintas latitudes el día del solsticio de verano en el hemisferio norte (21 de junio)

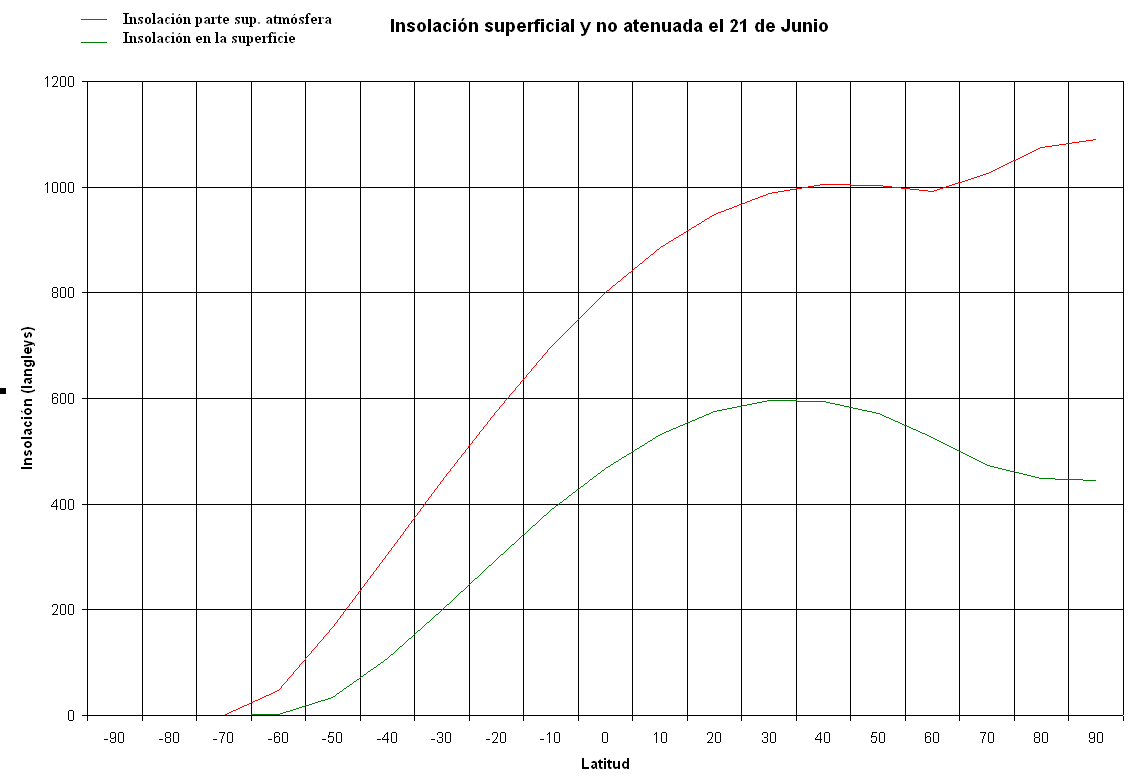
El gráfico muestra la radiación solar incidente el día del solsticio de verano en el hemisferio norte (21 de junio) en el supuesto de ausencia de atmósfera (insolación no atenuada), y en la superficie de la Tierra (insolación atenuada) en función de la latitud. Al comparar ambas insolaciones se advierte que la insolación diaria superficial está notablemente disminuida. La mayor atenuación se produce a latitudes altas.
La gráfica muestra que el 21 de junio hay más insolación en la parte superior de la atmósfera, en el polo norte que en el trópico. En superficie esto no es así porque los rayos muy inclinados en los polos sufren mucha absorción por la atmósfera y la nieve de las regiones polares reflejan mucha radiación hacia el espacio. Otro interesante efecto es que el máximo de la insolación superficial y por tanto de la temperaturas máximas superficiales, no se produce en el ecuador sino cerca del trópico. Una de las razones es que el día dura más en los trópicos que en el ecuador.
El gráfico es el resultado de un programa realizado en 1995 para intentar reproducir un gráfico similar visto en el libro Meteorología de R.G. Barry y R. J. Chorley titulado Atmósfera, tiempo y clima. A partir de los datos, se ha hecho el gráfico utilizando la hoja de cálculo Excel.

| Hemisferio Sur | Hemisferio Sur | Hemisferio Sur | Hemisferio Sur | Hemisferio Sur | Hemisferio Sur | Hemisferio Sur | Hemisferio Sur | Ecuador | Hemisferio Norte | Hemisferio Norte | Hemisferio Norte | Hemisferio Norte | Hemisferio Norte | Hemisferio Norte | Hemisferio Norte | Hemisferio Norte | Hemisferio Norte |
| Latitud        | -66,5          | -60            | -50            | -40            | -30            | -20            | -10            | 0       | 10               | 20               | 30               | 40               | 50               | 60               | 70               | 80               | 90               |
| -------------- | -------------- | -------------- | -------------- | -------------- | -------------- | -------------- | -------------- | ------- | ---------------- | ---------------- | ---------------- | ---------------- | ---------------- | ---------------- | ---------------- | ---------------- | ---------------- |
| No atenuada    | 0              | 47,50          | 167,31         | 303,92         | 442,68         | 575,36         | 696,24         | 800,87  | 885,68           | 948,48           | 988,17           | 1005,15          | 1003,06          | 992,25           | 1025,18          | 1074,33          | 1090,97          |
| Atenuada       | 0              | 1,19           | 34,50          | 107,25         | 199,05         | 295,62         | 387,47         | 467,79  | 531,61           | 575,39           | 596,88           | 595,15           | 570,85           | 527,03           | 473,59           | 447,92           | 445,00           |

## La radiación solar anual directa en la superficie de la Tierra
Para cada latitud lo único que hay que hacer es calcular la insolación diaria atenuada directa y hacer la suma para todos los días del año. Distinguiremos entre el hemisferio norte y sur.
| Latitud  | 90°   | 80°   | 70°   | 60°   | 50°    | 40°    | 30°    | 20°    | 10°    | 0°     |
| -------- | ----- | ----- | ----- | ----- | ------ | ------ | ------ | ------ | ------ | ------ |
| H. Norte | 39,95 | 44,89 | 68,87 | 80,46 | 105,94 | 132,07 | 155,24 | 173,18 | 184,52 | 188,53 |
| H. Sur   | 40,98 | 46,00 | 60,63 | 81,98 | 107,48 | 133,46 | 156,37 | 173,97 | 184,94 | 188,53 |

## La radiación absorbida por la superficie de la Tierra
El cálculo efectuado anteriormente se refiere a la energía solar directa de onda corta que llega a la superficie de la Tierra tras sufrir los procesos de absorción y difusión por los gases de la atmósfera. Sin embargo a la superficie de la Tierra llega más energía:
- Las nubes dispersan en promedio el 50% de la energía solar de la un 23% llega indirectamente a la Tierra como onda corta.
- La difusión por la atmósfera disminuye la insolación directa, pero esa energía absorbida por el aire es reemitida en parte hacia la superficie de la Tierra donde es absorbida.
- La Tierra como cuerpo caliente (en promedio a unos 15 °C) emite hacia la atmósfera una radiación de onda larga que en promedio es de unos 410 W/m² de ella unos 40 W/m² escapan directamente al espacio siendo el resto absorbido por los gases de efecto invernadero de la atmósfera, en promedio 361 W/m² vuelven a la superficie terrestre en forma de onda larga calentando su superficie, este hecho se denomina efecto invernadero.

## La radiación absorbida por el sistema Tierra-atmósfera
Si queremos saber la energía absorbida tanto por la Tierra como por la atmósfera habrá que sumar a la energía absorbida por la Tierra: 
- La energía solar de onda corta absorbida por el aire que en promedio representa unos 58 W/m²
- La energía absorbida por las nubes, que es muy pequeña, del orden de 7 W/m², ya que las nubes lo que fundamentalmente hacen es dispersar la radiación tanto hacia el espacio como hacia la Tierra.